# Praeantarctia decisa
Praeantarctia decisa là một loài bướm đêm trong họ Geometridae.